# Кампистру
Кампистру (фр. Campistrous) насеље је и општина у јужној Француској у региону Миди Пирене, у департману Горњи Пиринеји која припада префектури Бањер де Бигор.
По подацима из 2011. године у општини је живело 295 становника, а густина насељености је износила 29,15 становника/km². Општина се простире на површини од 10,12 km². Налази се на средњој надморској висини од 540 метара (максималној 615 m, а минималној 435 m).

## Демографија
| 1962. | 1968. | 1975. | 1982. | 1990. | 1999. | 2011. |
| ----- | ----- | ----- | ----- | ----- | ----- | ----- |
| 314   | 361   | 333   | 364   | 343   | 341   | 295   |

График промене броја становника у току последњих година